# Зброя, дівчата й азарт
Зброя, дівчата й азарт (англ. Guns, Girls and Gambling) — американський фільм 2011 року.

## Сюжет
Джон Сміт опинився в поганий час у поганому місці. З казино, де він намагався виправити своє фінансове становище, під час гри в покер вкрали безцінний індіанський артефакт. Як свідчить переказ, ця священна маска легендарного воїна племені Сіу здатна подарувати своєму власникові удачу і безсмертя. Мисливців за щастям назбиралося чимало, і всі вони стовідсотково впевнені, що злодій — Джон Сміт.

## У ролях
- Крістіан Слейтер — Джон Сміт
- Меган Парк — Сінді
- Гелена Меттссон — блондинка
- Пауерс Бут — Ранчо
- Гордон Тутусіс — шеф
- Гарі Олдман — Елвіс
- Меттью Вілліг — індіанець
- Дейн Кук — шериф Гатчинс
- Сем Треммелл — шериф Коулі
- Джефф Фейгі — ковбой
- Кріс Кеттен — Гей Елвіс
- Тоні Кокс — маленький Елвіс
- Ентоні Вон — азіат Елвіс
- Гезер Руп — Вівіан
- Ентоні Азізі — містер Кроу
- Марк Віннік — хлопець
- Поліна Гретцкі — заступник
- Денні Джеймс — Мо
- Майкл Спірс — Редфут
- Едді Спірс — Чорні Очі
- Джесі Твісс — молода мати
- Лоуренс Лі Двайер — молодий батько
- Тод Гантінґтон — офіцер